# Данмор-Таун
Да́нмор-Таун (англ. Dunmore Town) — город на Багамских островах; расположен на острове Харбор, к востоку от Северного Эльютеры. Население — 1562 жителя (2008).
Рельеф в районе города плоский. На северо-востоке море находится ближе всего к городу. Самая высокая точка острова составляет 38 метров в высоту и находится в 3,5 км к западу от города. Район малонаселён.
Данмор-Таун — главный и единственный город на острове Харбор. Когда-то в 1900-х годах это был административный центр Багамских островов и второй по величине город после Нассау.
Это один из старейших населённых пунктов на Багамах. Город получил своё название в честь лорда Данмора (Lord Dunmore), который был губернатором Багам в 1786—1797 годах. В конце XIX века город был известен своей судостроительной и сахарной промышленностью. Во времена «сухого закона» в США в городе было налажено производство рома. В городе сохранилось немало зданий английской колониальной архитектуры.
Климат саванный. Средняя температура 23 °C. Самый теплый месяц — июль (28 °C), а самый холодный февраль — 20 °C. Среднее количество осадков составляет 1567 миллиметров в год. Самый влажный месяц — май, с 279 миллиметрами осадков, а самый сухой январь — с 25 миллиметрами.